# IC 1821-1
IC 1821-1 — галактика типу S (спіральна галактика) у сузір'ї Овен.
Цей об'єкт міститься в оригінальній редакції індексного каталогу.